# Ludvig Holberg
Ludvig Holberg, baron Holberg, (3. prosince 1684, Bergen, Norsko – 28. června 1754, Kodaň, Dánsko) byl norsko-dánský dramatik, prozaik a osvícenský učenec.

## Mládí a vzdělání
Otec Ludviga Holberga, Christen Nielsen Holberg, byl vojákem. Jako dítě však Holberg osiřel a s matkou a sourozenci zůstal v rodném Bergenu až do vyhoření města v roce 1702. Později nastoupil na univerzitu v Kodani ke studiu teologie. Během studií se živil jako domácí učitel francouzštiny, což mu v roce 1704 umožnilo vycestovat do Holandska, Francie, Německa, Itálie a Anglie. Holberg navštívil Londýn a následně se vydal do Oxfordu, kde strávil dva roky (1706–1708) studiem literatury v tamější knihovně a latinskými diskuzemi s oxfordskými studenty. Na živobytí si v té době vydělával soukromými lekcemi hry na flétnu a housle.

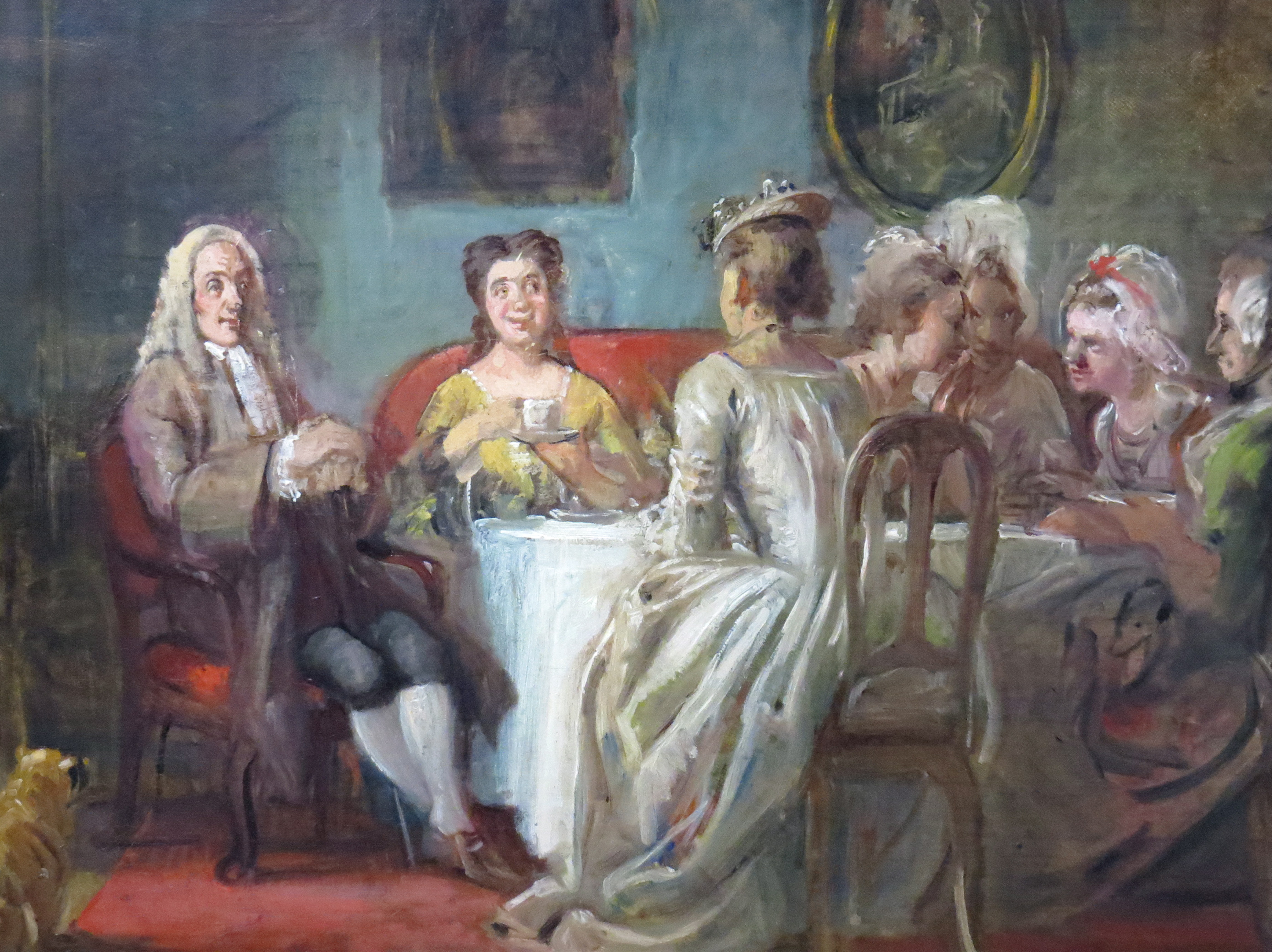
Holberg v kávové společnosti u madam N.N., detail z obrazu Wilhelma Marstranda, kolem roku 1866

Po návratu do Kodaně se nadále věnoval studiu, především geografie a historie. V roce 1711 vydal své první teoretické dílo (Úvod do dějin nejpřednějších zemí evropských), za nějž obdržel královské stipendium umožňující další studium a cesty za poznáním. Po druhém návratu z návštěvy jiných evropských zemí, kde strávil léta 1714–1716, publikoval další z teoretických spisů (Úvod do znalosti přírody a lidského práva). V roce 1717 se Holberg stal profesorem metafyziky a logiky na univerzitě v Kodani. Vědeckou práci nahradily ve dvacátých letech osmnáctého století texty poetické, prozaické a dramatické (např. Peder Paars či Komedie Hanse Mikkelsena).

## Akademická kariéra
Třicátá léta se v životě Ludviga Holberga nesla zejména v duchu odborné akademické činnosti, jelikož jeho uplatnění na poli dramatiky bylo znemožněno uzavřením dánských divadel. V této době se Holberg věnoval akademické kariéře na univerzitě, kde byl nejdříve, v roce 1720, povýšen na vedoucího Katedry latinské literatury. V roce 1730 se stal vedoucím Katedry historie. Z této doby jsou jeho spisy historiografické a filozofické (např. Dějiny země dánské nebo Myšlenky o mravnosti). V letech 1735–1736 zastával Ludvig Holberg funkci rektora Kodaňské univerzity a v roce 1737 se stal univerzitním kvestorem, jímž byl až do roku 1751. V roce 1747 navíc obdržel titul barona. Koncem čtyřicátých let sepsal Holberg ještě několik divadelních her (např. Proměněný ženich, Domovní duch aneb Abracadabra aj.) a bajek (např. Mravné bajky). Jeho zájem se však před koncem života začal orientovat především na vznikající akademii v Sorø určenou pro studium chlapců šlechtického původu. Této akademii odkázal veškerý svůj majetek. Zemřel svobodný a bezdětný. Byl pochován v Klášteře Sorø.

## Charakteristika a význam Holbergova díla
Ludvig Holberg je přední osobností jak dánské, tak norské kultury a humanitní vědy. Přínos jeho práce spočíval především v popularizaci vědy, vytvoření nového dánského (tzn. dánskojazyčného) básnictví a dramatiky, které povznesl na vysokou úroveň dosahující tehdejší vyspělé anglické a francouzské literatury a dramatu. Přestože některé své práce psal z publikačních důvodů latinsky, základní hodnota jeho díla leží v dánsky psaných textech a ve snaze oprostit dánský jazyk od cizích slov.
Jakožto osvícenský autor se Holberg zaměřil na společensko-kritickou funkci literatury, ať už vědecké, beletristické či dramatické. Jeho tvorbu lze rozdělit přibližně do tří oblastí, které spoluvytvářejí přeměnu člověka limitovaného náboženským dogmatismem v racionálně uvažující osobnost. První oblast tvoří spisy vědecké, v nich se Holberg orientuje zejména na práci historiografickou s cílem obohatit čtenáře o praktické vědomosti. Mezi tyto práce patří počáteční Holbergovy spisy Úvod do dějin nejpřednějších zemí evropských (1711, Introduction til de fornemste europæiske Riges Historie), Úvod do znalosti přírody a lidského práva (1716, Introduction til Naturens og Folke-Rettens Kundskab), které svým materiálem nejsou původní, avšak jsou originální svým populárně-vědeckým laděním. V pracích jako jsou Popis Dánska a Norska (1729, Denmarks og Norges Beskrivelse) či třísvazkové Dějiny země dánské (1732–1735, Denmarks Riges Historie) se Holberg pokusil zpřístupnit obyvatelům dánsko-norské monarchie vědění o vlastní zemi, jež považuje za základ poznání sebe sama.

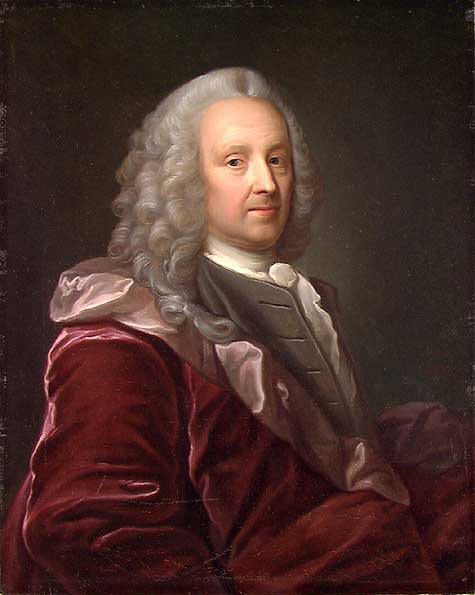
Ludvig Holberg

Do druhé oblasti bývají řazeny Holbergovy eseje a filozofické spisy, vycházející z antické a francouzské úvahové prózy. Nejvýznamnějšími texty spadajícími do této oblasti jsou Myšlenky o mravnosti (1744, Moralske Tanker) a pětisvazkové Epištoly (1748–1754, Epistler), kterých je celkem 539. Ve své filozofické a esejistické tvorbě Holberg nezaujímal originalitou myšlenek, nýbrž objektivním a kritickým postojem. Přínos v tomto ohledu netkví pouze v obsahové stránce, ale také ve stránce formální, neboť Holbergovi se dařilo prostřednictvím úvahových textů zavádět do dánštiny novou terminologii a styl.
Třetí a poslední oblast Holbergova díla sestává z jeho textů poetických, prozaických a dramatických, které vydával pod pseudonymem Hans Mikkelsen. Jedna z jeho prvních významných poetických prací je směšnohrdinský epos psaný v alexandrínech s názvem Peder Paars (1719) o rozsahu šest tisíc veršů. V této své parodii na klasický epos útočí Holberg na soudobé poměry v Dánsku satirickým způsobem, jenž byl charakteristickým nejen pro něj, ale i pro další osvícenské autory. Obdobně jako v Pederu Paarsovi se i v Holbergových divadelních hrách stávají terčem kritiky lidské neduhy, které má každý člověk v sobě díky divadlu rozpoznat, a poté se jich pokusit zbavit. Jednu z hlavních funkcí divadla tedy Holberg spatřoval ve výchově
diváka/čtenáře.

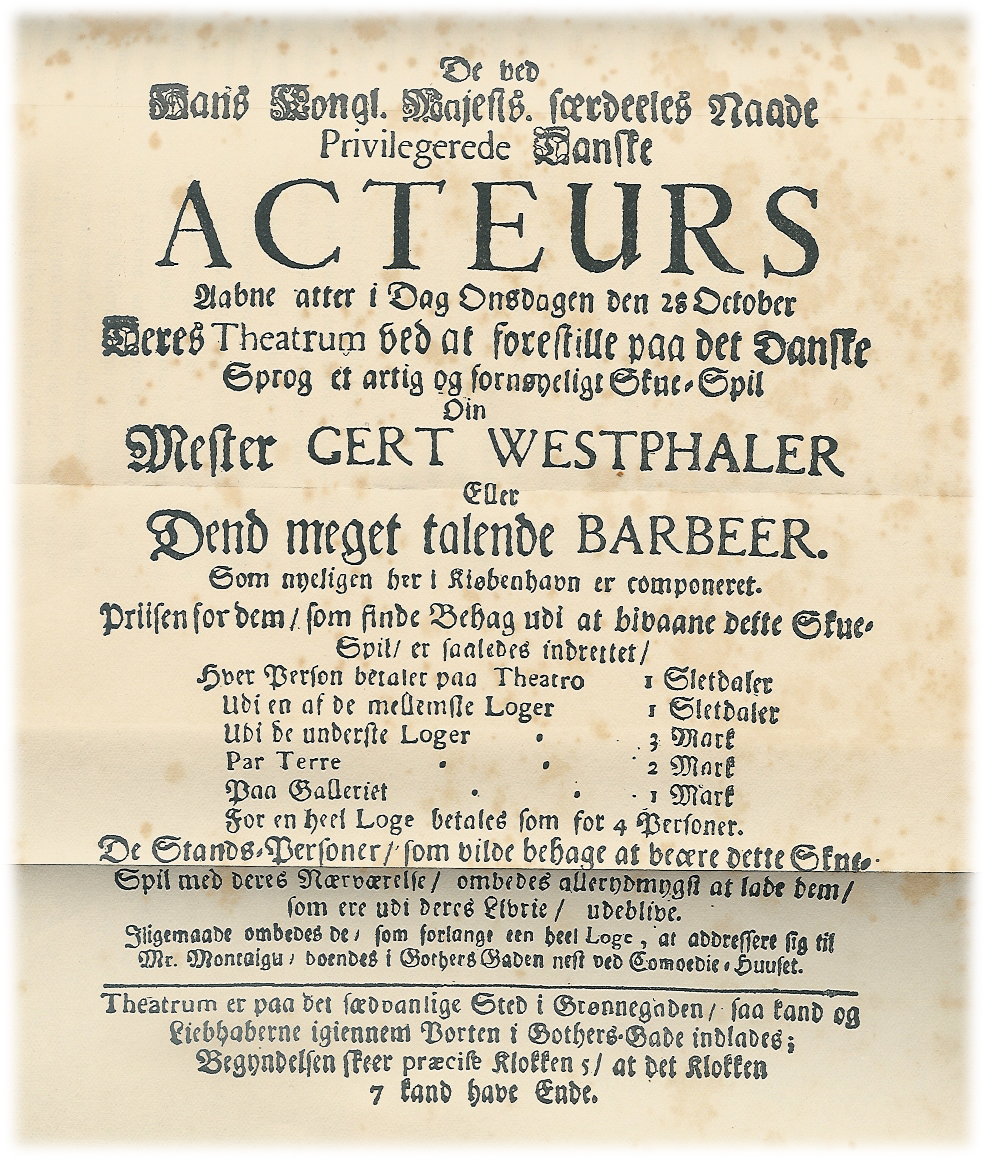
Plakát k uvedení hry Gert Westphaler

Dramatické tvorbě se Ludvig Holberg začal věnovat hned v době vzniku prvního veřejného dánského divadla, poté co byla v roce 1721 zrušena dvorní divadla francouzská. První dánské divadlo (v němž se hrálo dánsky) bylo otevřeno v roce 1722 v Kodani pod názvem Divadlo v Lille Grønnegade (Dánská scéna). Holberg se stal kmenovým dramatikem tohoto divadla. Stejně jako v případě esejů a úvah se Holberg inspiroval antickými a francouzskými vlivy. Nejvýraznější zdroj pro něj představovala díla Molièra.

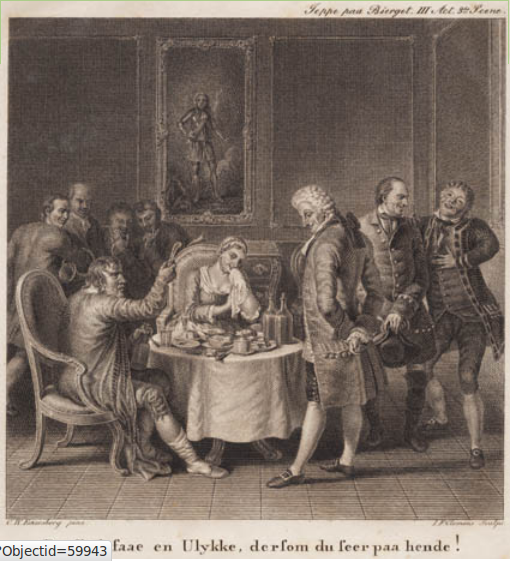
Motiv z Holbergova Jeppe z Vršku, III. dějství, 3. scéna. Mědirytina podle obrazu C.W. Eckersberga

První léta prosperity dánského divadla, a tudíž i oblíbených Holbergových her, střídala v polovině dvacátých let nejistá finanční situace, kterou dramatik reflektoval ve spisu Pohřbívání dánské komedie (1726). Definitivně byla Dánská scéna uzavřena v roce 1728 zejména v důsledku existenčních potíží po devastujícím kodaňském požáru v říjnu téhož roku. Se zavřením divadla skončila i Holbergova kariéra dramatika, zůstalo však po něm dvacet pět úspěšných (z toho většina i úspěšně uvedených) her, z nichž část vyšla ve třech svazcích pod názvem Komedie Hanse Mikkelsena (1723–1725, Hans Mikkelsen Komedie), kompletně pak v pětisvazkovém souboru Dánské jeviště (1731, Den danske skueplads).
V období pietistické vlády Kristiána VI. (1730–1746) byla činnost divadel zakázána. Divadla byla opět otevřena až v roce 1747. Znovuotevření kodaňského divadla (tentokrát pod názvem Dánské královské divadlo) přimělo Ludviga Holberga k vytvoření ještě několika dramat, ta už ovšem nedosahovala takových kvalit a takového obdivu jako komedie z dvacátých let. Přesto doplnila sbírku jeho divadelních her o dva svazky (1753–1754) a navýšila Holbergovo dramatické dílo na celkový počet třiatřiceti komedií.
Dramatickou tvorbu Ludviga Holberga lze rozdělit do čtyř žánrových podskupin, a to na komedie charakterů, komedie mravů, zápletkové komedie a parodie. V charakterových komediích stojí ve středu dění titulní komická postava, představiteli tohoto subžánru je např. Konvář politik (1722, Den politiske kandestøber), Jeppe z vršku (1722, Jeppe på bjerget), Jacob von Tyboe (1725) či Pán, který nemá kdy (1726, Den stundesløse). Komedie mravů jsou zacíleny na zesměšnění určitého typického zvyku či některé ze známých institucí. Tuto kategorii reprezentují hry jako U rodičky (1723, Barselstuen), Maškaráda (1724, Mascarade) nebo Erasmus Montanus (1731). V případě zápletkových komedií vychází komičnost z vlastního děje, z dramatických situací, do nichž se postavy dostávají. Do této skupiny řadíme např. hry Henrik a Pernilla (1724, Henrik og Pernille) a Hon na čarodějníka (1731, Hexerie eller blind Alarm). Čtvrtý typ Holbergových komedií – parodie komediálně upravují a ironizují některé klasické látky, jako je to třeba ve hře Ithacký Ulysses (1724, Ulysses von Ithacia).
V posledních patnácti letech svého života se Ludvig Holberg věnoval především filozofickým a morálním tématům jednak ve svých závěrečných, nepříliš úspěšných, divadelních hrách (označovaných někdy v rámci Holbergovy dramatické tvorby za komedie filozofické), jednak ve svých prozaických a esejistických textech. V tomto období také vznikl snad nejznámější Holbergův román Cesta Nielse Klima do podzemí (1741, Nicolaii Klimii iter subterraneum). Tato utopická próza, obsahem odkazující např. k Swiftovým Gulliverovým cestám, je psána latinsky a útočí na poměry sociální, politické a náboženské v Dánsku i jinde. Poprvé byla vydána v Německu, což bylo rozhodnutí Holbergova vydavatele, který se chtěl vyhnout cenzuře. Do dánštiny byla přeložena až rok po svém prvním vydání (1742, Niels Klims underjordiske Reise).
V roce 1984 vznikl dle této předlohy celovečerní film.

## Dílo
Informace čerpány z různých zdrojů.

### Divadelní hry
- Konvář politik (Den Politiske Kandestøber), 1722

České překlady: Adolf Bohuslav Dostál, 1913; Jaroslav Bartoš,1930; Božena  Køllnová-Ehrmannová,1963
- Bradýř Melhuba/Mistr Gert Westphaler neboli Žvanivý bradýř (Mester Gert Westphaler), 1722. České překlady: H. Lang, 1921; Božena Køllnová-Ehrmannová,1959
- Jeppe z Vršku (kopečku)/Spáč/Napravený sedlák (Jeppe paa Bierget eller den forvandlede Bonde), 1722. České překlady: Miloš Hlávka, 1942; Jan Rak,1960; Božena Køllnová-Ehrmannová, 1963; Jaromír Pleskot (volná adaptace),1965
- Vrtkavá Lukrécie (Den vægelsindede), 1722
- Jean de France čili Hans Frandsen (Jean de France eller Hans Frandsen), 1722
- Muž (Pán), který nemá kdy/Pan Obrtlík (Den Stundesløse), 1723. České překlady: Antonín Bláha,1918; Dagmar Chvojková-Pallasová, 1958; Vladimír Müller: Nebohý pan Poděs – na námět Ludviga Holberga, 1957
- Šlechetný rytíř Don Ranudo de Kalibrados aneb Modrá krev/Don Ranudo de Colibrados neboli Chudoba a pýcha (Don Ranudo de Colibrados), 1723. České překlady: Josef Mikuláš Boleslavský, 1871; Jan Rak,1962
- Ithacký Ulysses (Ulyxes)/Odysseus z Ithaky (Ulysses von Ithacia), 1723

Český překlad: Božena Køllnová-Ehrmannová, 1963
- Erasmus Montanus (Erasmus Montanus eller Rasmus Berg), 1723

České překlady: Božena Køllnová-Ehrmannová, 1963;
- U rodičky (Barselstuen), 1723
- Jedenáctý červen (Den ellefte Junii), 1723
- Jacob von Tyboe (Jacob von Tyboe eller den stortalende Soldat), 1723
- Bez hlavy a ocasu (Uden Hoved og Hale), 1723
- Hon na čarodějníka (Hexerie eller Blind Allarm), 1723. České překlady: Anna Bílá (volná úprava), 1963
- Melampe, 1723
- Šťastné ztroskotání (Det lykkelige Skibbrud), 1723
- Arabský prášek (Det Arabiske Pulver), 1724. České překlady: Emil Walter, 1932; Jan Rak, 1962
- Maškaráda (Mascarade), 1724
- Štědrý večer (Julestuen), 1724
- Neviditelní (De Usynlige), 1724
- Diderich Hrozný (Diderich Menschen-Skræk), 1724
- Cesta do lázní (Kildereisen), 1725
- Henrik a Pernilla (Henrich og Pernille), 1725
- Zastavený chasník (Den pantsatte Bondedreng), 1726
- Pernillina krátká zkušenost dámy (Pernilles korte Frøkenstand), 1727
- Pohřbívání dánské komedie (Den Danske Comoedies Liigbegængelse), 1727
- Vznešená ctižádost (Den honette Ambition), 1731
- Proměněný ženich (Den Forvandlede Brudgom), 1753
- Plutus (Plutus eller Proces imellom Fattigdom og Riigdom), 1753
- Domovní duch aneb Abracadabra (Husspøgelse eller Abracadabra), 1753
- Filosofem podle vlastních představ (Philosophus udi egen Indbildning), 1754
- Republika aneb obecní blaho (Republiqven eller det gemeene Bedste), 1754
- Sganarelovy cesty (Sganarels Rejse til det philosophiske Land), 1754

### Poezie
- Peder Paars, 1719
- Čtyři výsměšné básně Hanse Mikkelsena (Hans Mikkelsens fire Skiente Digte), 1722
- Metamorfózy (Metamorphosis), 1726
- Epigramy (Epigrammer), 1749. Český překlad (výbor): Ladislav Řezníček, 2002

### Romány
- Cesta Nielse Klima do podzemí (Nicolai Klimii iter subterraneum, 1741, do dánštiny přeložil Hans Hagerup, 1742 Niels Klims underjordiske Rejse)

### Eseje
- Myšlenky o mravnosti (Moralske Tanker), 1744
- Epištoly (Epistler), 1748-1754
- Mravné bajky (Moralske Fabler), 1751

### Studie
- Úvod do dějin nejpřednějších zemí evropských (Introduction til de fornemste Europaeiske Rigers Historier), 1711
- Dodatek k historickému úvodu (Anhang til Historiske Introduction), 1711
- Úvod do znalosti přírody a lidského práva (Moralske Kierne eller Introduction til Naturens og Folke-Rottens Kundskab), 1715
- Dissertatio de historicis Danicis, 1719
- Dissertatio de nuptiis propinquorum, 1719
- Demokritos a Herakleitos (Democritos og Heraclites), 1721
- Dopisy Holgera Dána Burmanovi (Holger Danskes Brev til Burman), 1727
- Epistola ad virum perillustrem, 1728
- Fasciculus novorum dialogorum, 1728
- Jutská polemika (Den Jydske Feide), 1729
- Popis Dánska a Norska (Dannemarks og Norges Beskrivelse), 1729
- Dějiny země dánské (Dannemarks Riges Historie), 1732-1735
- Synopsis historiae universalis, 1733
- Compendium geographicum, 1733
- Ludovici Holbergii ad virum perillustrem epistola secunda, 1737-1743
- Popis Bergenu (Bergens Beskrivelse), 1737
- Všeobecná církevní historie (Almindelig Kirkehistorie), 1738
- Dějiny několika velkých hrdinů (Adskillige store Heltes Historier), 1739
- Židovská historie (Jodiske Historie), 1742
- Dějiny několika hrdinek a slavných žen (Adskillige Heltinders og navnkundige Damers sammenlignede Historier), 1745
- Herodiani historie, 1746
- Oratio in obitum Friderici Qvarti, 1746
- Menší poetické spisy (Mindre poetiske Skrifter), 1746
- Lettre sur les memoire concernant la reine Christine, 1752
- Remarques sur l’Esprit des Loix, 1753

## Česká uvedení
Divadelní hry uvedené v českých zemích.[nedostupný zdroj]
- Konvář politik – premiéra 27. 8. 1913, Národní divadlo, režie: Jaroslav Kvapil[11]
- Muž, který nemá nikdy čas – premiéra 14. 3. 1918, Městské divadlo na Královských Vinohradech, režie: K. H. Hilar[12]
- Bradýř Melhuba - premiéra 4. 10. 1921, Stavovské divadlo, režie: Vojta Novák[13]
- Ithacký Ulyxes – premiéra 13. 2. 1923, Městské divadlo na Královských Vinohradech, režie: Zdeněk Štěpánek[14]
- Proměněný sedlák – 1927, Švandovo divadlo na Smíchově, režie: Julius Lébl[15]
- Konvář politik – premiéra 12. 10. 1934, Národní divadlo moravskoslezské, režie: Jan Škoda[16]
- Spáč – premiéra 28. 10. 1942, Prozatímní divadlo, režie: Aleš Podhorský[17]
- Konvář politik – premiéra 5. 2. 1946, Východočeské divadlo Pardubice
- Bradýř Melhuba -  premiéra 20. 11. 1946, Městské divadlo v Plzni, překlad a režie: Stanislav Vyskočil
- Konvář politik – premiéra 1. 2. 1947, Jihočeské národní divadlo České Budějovice, režie: František Lamač
- Pán, který nemá nikdy čas – premiéra 9. 11. 1958, Realistické divadlo Zdeňka Nejedlého, režie: František Laurin
- Nemám čas – premiéra 8. 5. 1959, Státní divadlo Brno, režie: Jiří Jaroš
- Don Ranudo de Colibrados neboli Chudoba a pýcha – premiéra 20. 12. 1961, Městské oblastí divadlo Mladá Boleslav, režie: Miroslav Janeček
- Jeppe z Vršku – premiéra, 20. 2. 1965, Národní divadlo, režie: Jaromír Pleskot
- Bradýř Melhuba – premiéra 7. 1. 1971, Divadlo Příbram, režie: Stanislav Vyskočil
- Jeppe z Vršku – premiéra 22. 12. 1972, Divadlo Petra Bezruče, režie: Josef Janík
- Hon na čarodějníka – premiéra 26. 2. 1979, Státní divadelní studio Praha (Dílna 24), režie: Vladimír Kelbl
- Jeppe z Vršku – 2. 6. 1979, Horácké divadlo Jihlava, režie: Vladimír Kelbl
- Jeppe z Vršku – 1983, Družstvo divadelní tvorby, režie: Hana Burešová
- Napravený sedlák – 12. 2. 1983, Slovácké divadlo Uherské Hradiště, režie: Antonín Navrátil
- Jeppe z Vršku – 31. 1. 1986, Jihočeské divadlo České Budějovice, režie: Stanislav Kopecký
- Odysseus z Ithaky – premiéra 1. 2. 1986, Státní divadlo F. X. Šaldy Liberec, režie: Petr Palouš
- Jeppe z Vršku – premiéra 2. 4. 1987, Konzervatoř Brno, režie: Pavel Rímský
- Jeppe z Vršku – premiéra 19. 12. 1987, Divadlo Vítězného února Hradec Králové, režie: Jaromír Staněk
- Jeppe na houpačce – premiéra 6. 6. 1989, Krušnohorské divadlo Teplice, režie: Zbyněk Srba
- Jeppe z Vršku – premiéra 17. 3. 1990, Divadlo bratří Mrštíků, režie: Vladimír Kelbl
- Komedie o Jeppem z Vršku – premiéra 4. 12. 1998, Městské divadlo Mladá Boleslav, režie: Daniel Hrbek
- Jeppe řádí aneb Pryč s prachem všednosti – premiéra 11. 12. 2001, Divadelní společnost Josefa Dvořáka, režie: Miloš Horanský
- Jeppe z Vršku – premiéra 11. 4. 2003, Městské divadlo Most, režie: Jan Šprincl
- Jeppe z Vršku – premiéra 16. 2. 2012, Divadlo Na Jezerce, režie: Jan Hrušínský
- Jeppe z Vršku – premiéra 6. 1. 2013, Těšínské divadlo Český Těšín, režie: Jiří Seydler